# المپیو مورائو فیلو
المپیو مورائو فیلو (انگلیسی: Olímpio Mourão Filho; ۹ مهٔ ۱۹۰۰ – ۲۸ مهٔ ۱۹۷۲) فرد نظامی اهل برزیل بود.